# Phlegetonia transversa
Phlegetonia transversa är en fjärilsart som beskrevs av Candeze 1927. Phlegetonia transversa ingår i släktet Phlegetonia och familjen nattflyn. Inga underarter finns listade i Catalogue of Life.